# Nationaal park Vuntut

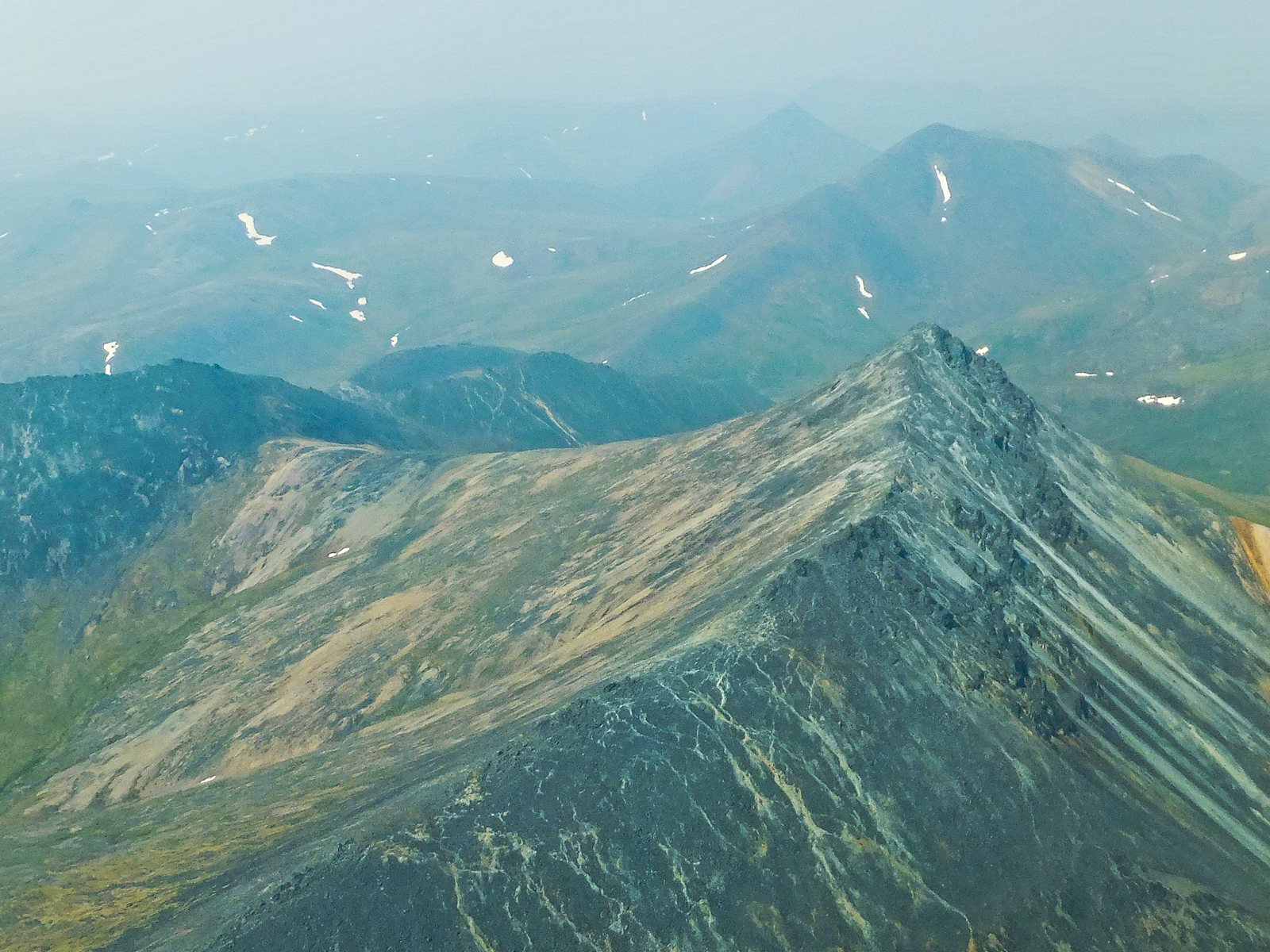

Het Nationaal park Vuntut (Engels: Vuntut National Park) is een nationaal park in Canada. Het ligt in het noordwesten van Yukon tegen de Amerikaanse grens met Alaska, boven de poolcirkel, ten zuiden van het Ivvavik National Park. Het park, beheerd door Parks Canada heeft een oppervlakte van 4.345 km².
Het park ligt in het Canadese deel van het Brooksgebergte, een deel dat ook als British Mountains wordt aangeduid. Een van de aantrekkingspunten van het park is de mogelijkheid er de jaarlijkse migratie van bijna 200.000 kariboes te observeren. Het park omvat eveneens het noordelijk deel van de Vuntut Gwitchin First Nation Traditional Territory. Direct ten zuiden van het park kan men eveneens het traditionele Gwich'indorp Old Crow bezoeken.